# Seaforth, Jamaica
Seaforth är en ort i Jamaica.   Den ligger i parishen Parish of Saint Thomas, i den östra delen av landet, 40 km öster om huvudstaden Kingston. Seaforth ligger 72 meter över havet och antalet invånare är 4 550. Den ligger på ön Jamaica.
Terrängen runt Seaforth är varierad. Seaforth ligger nere i en dal.  Närmaste större samhälle är Morant Bay, 7,9 km sydost om Seaforth. 